# Jakub (Mpizaurtis)
Jakub, imię świeckie Jakowos Mpizaurtis – grecki duchowny prawosławny, od 2012 biskup Taumakos, wikariusz arcybiskupstwa Aten.

## Życiorys
Ukończył studia na wydziale teologicznym Uniwersytetu Arystotelesa w Salonikach. Chirotonię biskupią otrzymał 11 marca 2012.